# Parc Liotard
Le parc Liotard est un jardin public situé dans le quartier de la Servette à Genève, en Suisse. Comme la rue auquel il est adossé, le parc tient son nom de Jean-Etienne Liotard, peintre et pastelliste genevois du XVIIIe siècle.